# Precis archesia
Precis archesia (denominada popularmente, em inglês, Garden Inspector; na tradução para o português, "Inspetor de jardim") é uma borboleta da família Nymphalidae e subfamília Nymphalinae, encontrada na região afro-tropical, de Uganda até a África do Sul e de Angola até Moçambique. Foi classificada por Pieter Cramer, com a denominação de Papilio octavia, em 1779, e sua descrição foi publicada na obra De Uitlandsche Kapellen Voorkomende In de Drie Waereld-deelen, Asia, Africa en America.

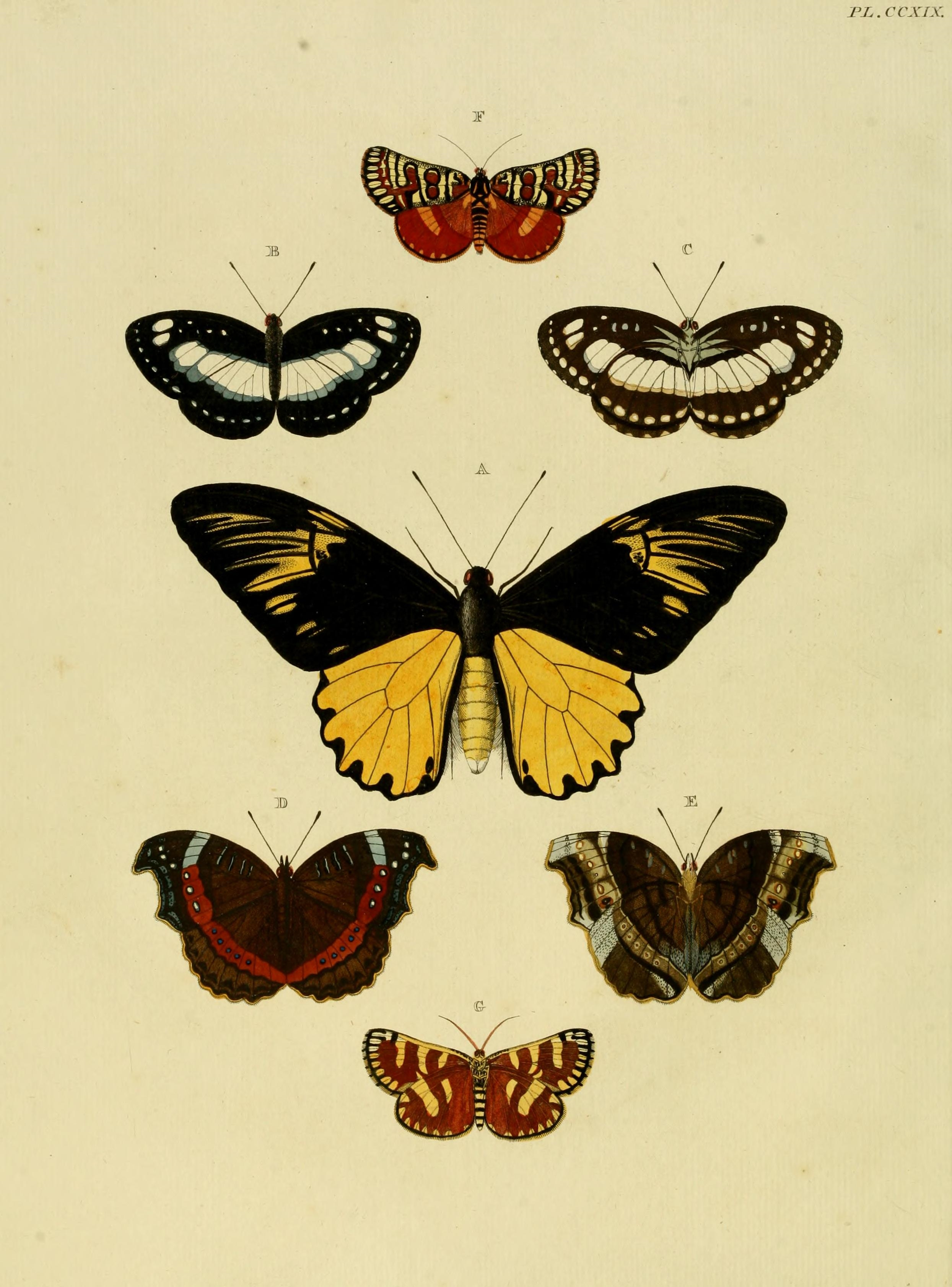
Ilustração da obra De Uitlandsche Kapellen Voorkomende In de Drie Waereld-deelen, Asia, Africa en America com a descrição original de P. archesia; o par de borboletas abaixo, em vista superior (esquerda) e inferior (direita).

## Descrição e distribuição
Esta espécie possui duas variações de coloração induzidas pela variação da umidade relativa. Ela pode ser castanha com faixas vermelhas e pontuações em branco, apresentando verso similar a uma folha seca, em sua forma de estação seca; mas também apresentar uma variação de asas em laranja pálido, em vista superior, em sua forma de estação chuvosa.

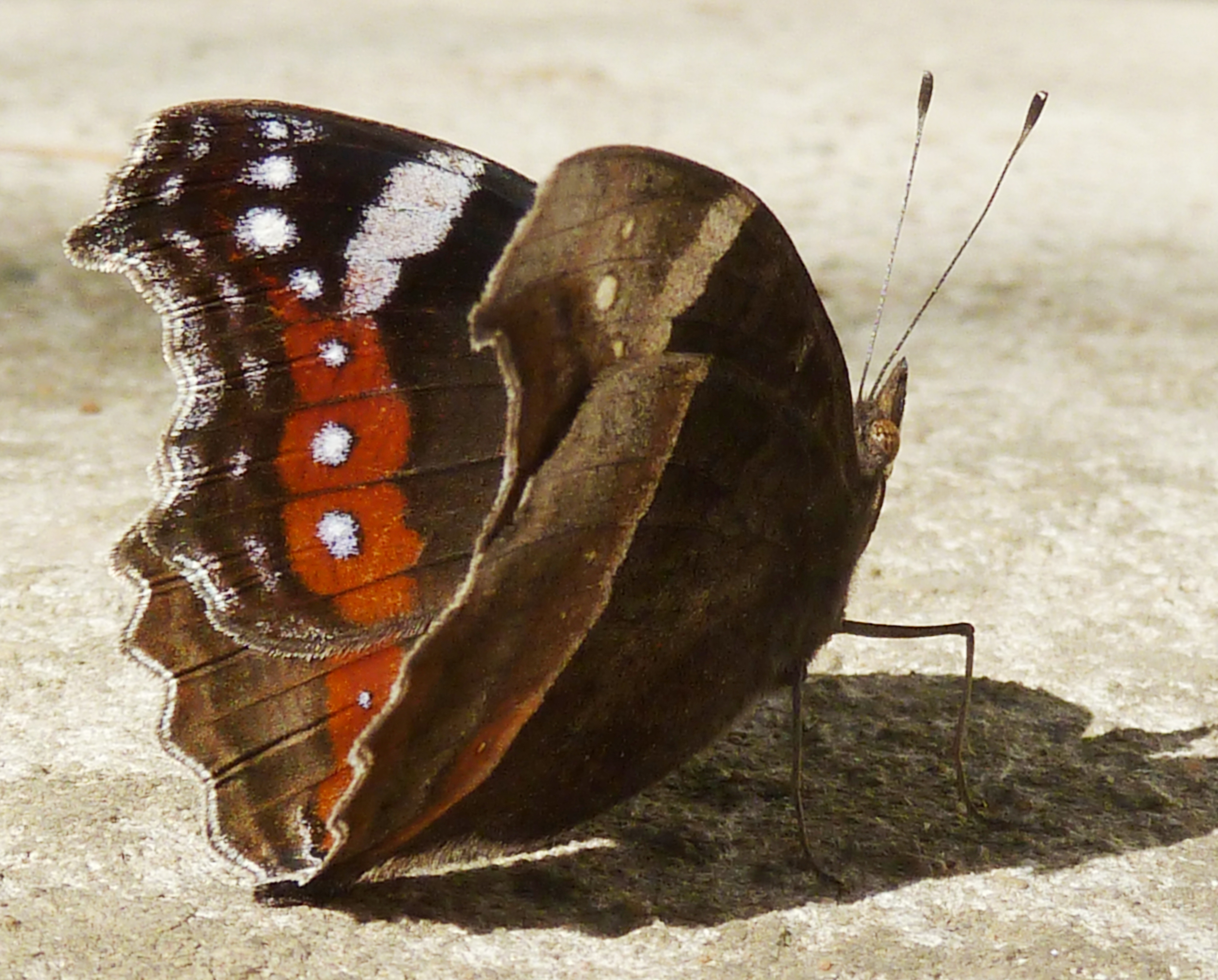
Fotografia de P. archesia, em Pretória, África do Sul. Forma de estação seca.
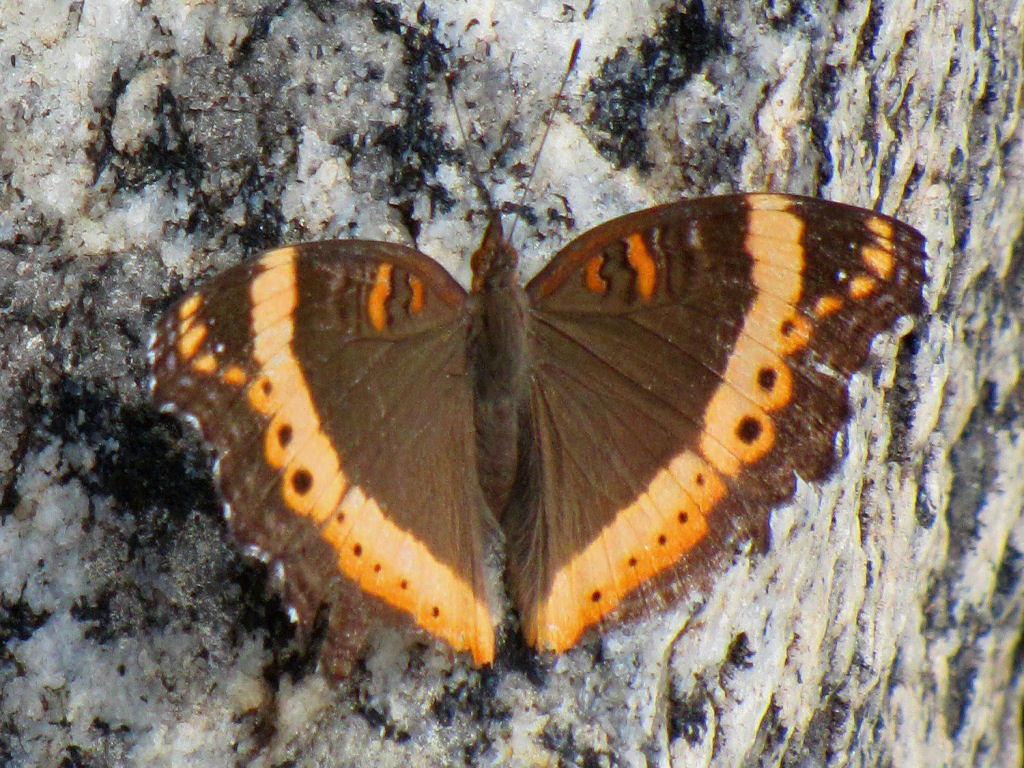
Fotografia de P. archesia, no lago Manyara, Tanzânia. Forma de estação chuvosa.